# Microsoft Songsmith
Songsmith ist ein Programm von Microsoft Research, das Anfang 2009 zum ersten Mal vorgestellt wurde. Es kann Gesang aufnehmen und diesen automatisch mit einer dazu passenden Begleitung unterlegen. Das Programm wurde als Forschungsprojekt von Microsoft Research in Kooperation mit der University of Washington begonnen und wird heute alleine von Microsoft weitergeführt. Trotz des experimentellen Charakters der Anwendung verkauft Microsoft Songsmith für einen Lizenzpreis von 30 US-Dollar.

## Verbreitung
Das Programm ist in C++ geschrieben und setzt auf dem .NET Framework auf. Microsoft produzierte für Songsmith einen eigenen Werbespot, in dem das Programm selbst zum Einsatz kam.